# Бутыль

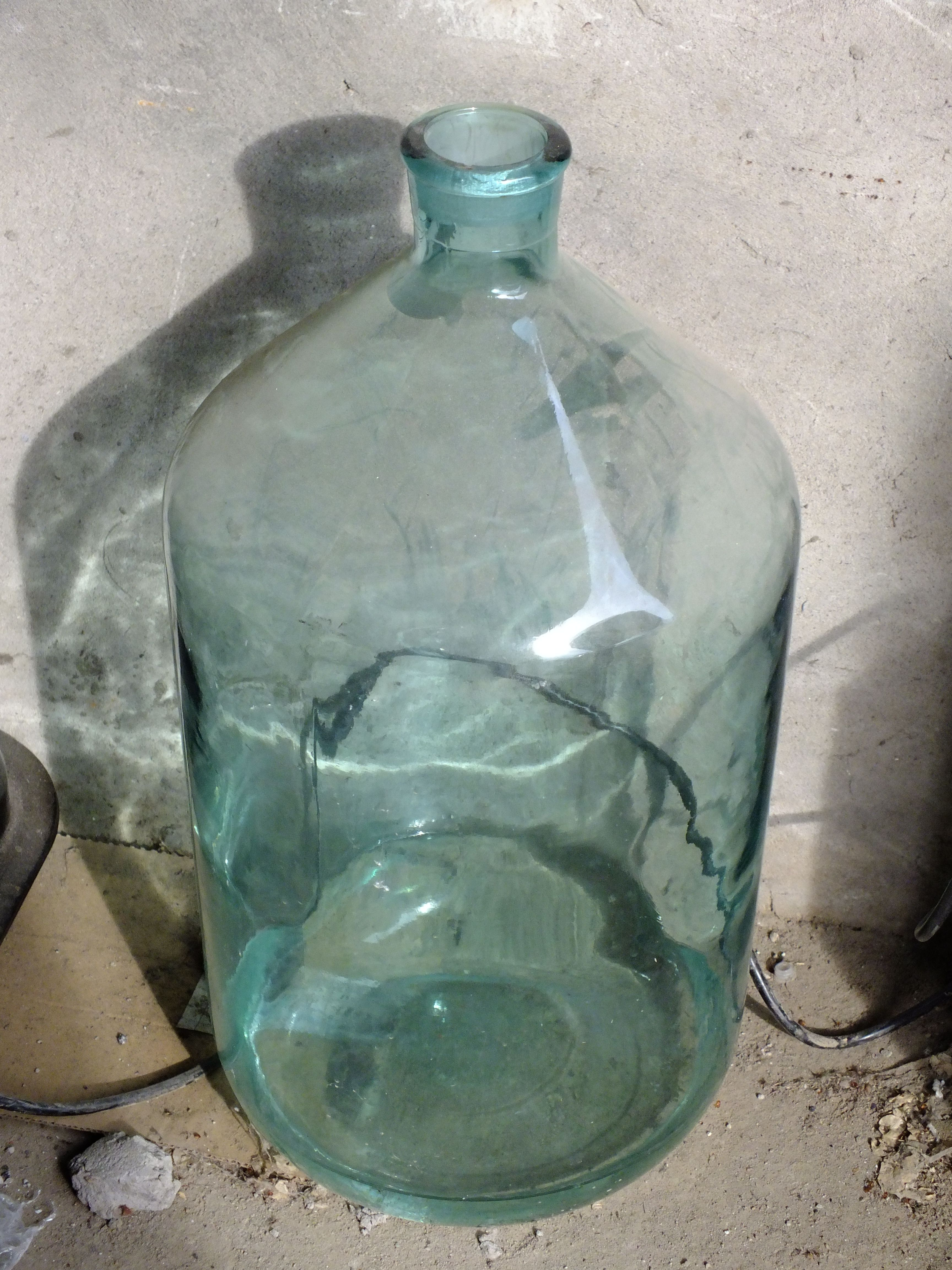
20-литровая бутыль из-под химреактивов.

«Королева в кукурбите», гравюра XVI века. Основной элемент данного алхимического символа — стеклянная бутыль.

Буты́ль, или буте́ль (через пол. butelka из фр. bouteille, нем. Buttel от ср. лат. buticula, butis — «бочка») — сосуд, имеющий форму каплеобразной бутылки с узким горлом. Первоначально изготовлялся из высушенных плодов растений, вследствие чего позднее аналогичная форма стала повторяться и при изготовлении аналогичных ёмкостей из неорганических материалов — керамики, металла и стекла. В новое и новейшее время стеклянные бутыли различных объёмов получили широкое распространение в фармации в качестве специальной тары для хранения лекарственных средств, а также в химии в качестве лабораторной посуды.

## В культуре
- Бутыль, сделанная из высушенной тыквы, в китайском фольклоре традиционно считается защищающим от болезней талисманом; её изображение, как следствие, стало символизировать в Китае долголетие. В даосизме бутыль из тыквы-горлянки символизирует тайну и является атрибутом одного из восьми Бессмертных, Ли Тегуай[1].
- В изобразительном искусстве Передней Азии имеет определённое распространение визуальный образ бутыли с исходящими из неё спиралями дыма, символизирующий освобождение духа из тела[1]; данный образ тесно связан с историями о джиннах[2] и в таком качестве прочно вошёл в современную массовую культуру.
- В христианском искусстве бутыль изредка употребляется в качестве символа спасения[1].
- В алхимической символике бутыль фигурирует в качестве основного элемента символа, называемого кукурбит и обозначавшего подвергающуюся алхимическим превращениям ртуть[1][3].
- В Европе крупные бутыли, в связи с известностью их фармакологического применения и ассоциации с ним, использовались в оформлении вывесок аптек[1].